# Walter Moraes
Ne doit pas être confondu avec Walter Moras.
Walter Moraes (13 novembre 1934 Catanduva, São Paulo, Brésil — 17 novembre 1997 Diadema, São Paulo, Brésil), juriste, penseur catholique, Livre-docent et Professeur Adjoint du Département de Droit Civil de la Faculté de Droit de l'Université de São Paulo, magistrat du Tribunal de Justice de Sao Paulo. Il a étudié dans le séminaire mineur de la Société du Verbe-Divin. En 1959, il s’est marié avec Sonia dos Santos Moraes avec qui il a eu deux enfants.Diplômé en philosophie et en droit de l'Université de Sao Paulo, il a commencé sa carrière comme juge dans les villes de Casa Branca, Quata et Campos do Jordao. Au Brésil, il a été un pionnier dans de nombreux domaines du droit tels que le droit d'auteur, le droit à l'image, le droit de la famille et des successions. Avec Antonio Chaves, il a collaboré à la reformulation du Code des Mineurs. Cette version était en vigueur au Brésil avant le Code actuel. Par ailleurs, il a critiqué les arguments en faveur de la dépénalisation de l'avortement dans une conférence intitulée « La farce de l'avortement légal », prononcée à la Chambre des députés le 24 septembre 1997, moins de deux mois avant sa mort. 
Il a été un représentant du Brésil dans plusieurs évènements internationaux: directeur de rédaction de la "Revue Interaméricaine de Droit Intellectuel", secrétaire de "l'Institut Interaméricain de Droit d'Auteur" , correspondant brésilien de l'European Intellectual Property Review, membre du conseil éditorial de la "Revue de Droit Civil", membre de la "Société de Legislation Comparée", membre de l' "Internationale Gesellschaft für Urheberrecht", membre de "l'Association Internationale de Droit de la Famílle et des Successions", membre de l’ "Instituto dos Advogados de Sao Paulo", de l’ "Instituto Brasileiro de Propriedade Intelectual".
Il a été l'auteur de divers livres et d'articles : “Adoption et la Vérité”, ”Artistes Interpretes et des Saisissants”, ”Position Systématique de Droit des Artistes Interpretes”, “Programme de Droit du Mineur I”, “Code des Mineurs Noté”, “Questions de Droit d'Auteur”, “Société Civile Stricte”, “Théorie Générale de la Succession Légitime”, “Programme du Droit des Successions”, “Conception Thomiste de Personne” et “Le Problème de l'Autorisation Judiciaire pour l'Avortement”.